# Tugues

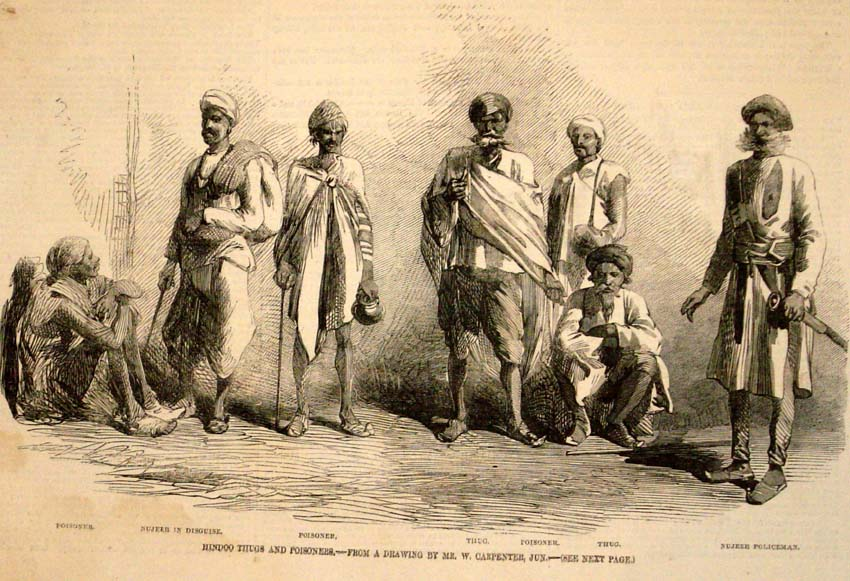
Gravura de tugues e ladrões publicada na revista Illustrated London News, por volta de 1857

Tugues (em inglês: Thugs, Thuggee ou tuggee; em hindi: ठग्गी) foram uma fraternidade secreta de assassinos e ladrões de viajantes, que aparecem na História da Índia. Os registros indicam que se tornaram operantes a partir do século XVI (embora possam ter começado bem antes, no século XIII) até meados do XIX.
No livro The Strangled Traveler: Colonial Imaginings and the Thugs of India (2002), Martine van Woerkens sugere que as provas da existência do culto dos tugues no século XIX, foram em parte produto da "imaginação colonial", originária do temor dos britânicos pelo interior desconhecido da Índia, com suas religiões e costumes obscuros e não compreendidos por eles. Daí provém a palavra ''thug'' presente no Inglês moderno, que pode ser traduzida como ''bandido'' ou pessoa violenta.
Alguns historiadores classificam os tugues como um culto ou seita. O líder do grupo era chamado de jamaadaar. A palavra não se refere somente aos tugues, mas também a um posto militar designado de "jemadar " ou "jamaadar", que na verdade equivaleria a "tenente" para os oficiais nativos do exército britânico e depois no Exército da Índia Independente.
Dentre os bandos tugues havia Hindus, siques e Muçulmanos, que adoravam a Deusa da Morte Cáli (ou Durga), a quem chamavam de Bhowanee. Os Sikhs eram poucos, mas um dos principais líderes, Sahib Khan, era dessa religião. Outro notório líder foi Behram, a quem se chegou a atribuir e a seu grupo de 30 ou 50 assassinos, a morte de 931 pessoas de 1790 a 1830. Estudos recentes, no entanto, dão esse número como exagerado. Estimou-se na verdade em 125 pessoas. Behram nunca chegou a ser julgado pelos seus crimes 

## Métodos de ação
Os grupos de tugues praticavam em larga escala roubos e assassinatos de viajantes. O modus operandi era se disfarçarem de nativos amigáveis e guias até que levassem as comitivas para um lugar determinado (os locais preferidos eram chamados de beles) e os roubavam e matavam. Eles praticavam estrangulamentos laçando o pescoço das vítimas com um lenço amarelo chamado de "Rumaal", que traziam amarrado na cintura. Em função desse método, eles também eram chamados de Phansigars. Os assassinos escondiam os corpos, enterrando-os ou emparedando-os em muros. 
Os tugues procuravam não deixar testemunhas, armas ou cadáveres nos locais dos crimes. Os grupos também não se concentravam em uma determinada região, mas agiam por todo o subcontinente indiano e se estendiam para territórios não dominados pelos britânicos. As vezes levavam os filhos das vítimas para crescerem como tugues. Até 1830, eram apenas policiais locais, facilmente corrompíveis, que estavam designados para os confrontarem.

## A perseguição aos tugues

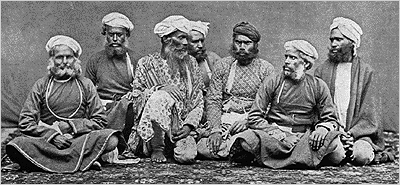
Um grupo de tugues, por volta de 1863

Os tugues e seus seguidores foram proibidos pelo Império Britânico em 1830 graças aos esforços do funcionário civil William Sleeman, que começou uma ostensiva campanha contra esses nativos. A organização policial chamada de "Thuggee and Dacoity Department" foi fundada pelo Governo da Índia, com William Sleeman assumindo o cargo de superintendente em 1835.  Milhares de homens foram feitos prisioneiros, executados ou expulsos das possessões britânicas na Índia A campanha se baseou em informações de espiões disfarçados e tugues capturados, que receberam a promessa de proteção e favorecimentos se contassem o que sabiam. Por volta de 1870 o culto dos tugues já tinha se extinguido, mas os "crimes tribais" e a "casta de assassinos" ainda permaneceram.  A polícia continuou a existir como departamento até 1904, quando foi substituída pela "Central Criminal Intelligence Department".

## Cultura Popular

### Literatura
- A história dos tugues foi popularizada pelo livro de Philip Meadows Taylor Confessions of a Thug, 1839. (Ameer Ali, o protagonista, conta-se ter sido baseado no assassino real chamado Saíde Amir Ali); pela novela de John Masters The Deceivers, pela mais recente livro de George Bruce The Stranglers: The cult of Thuggee and its overthrow in British India (1968) e pelo livro de Dan Simmons Song of Kali, 1985, que destaca o culto tugue.
- O escritor do século XIX Mark Twain cita os assassinos nos capítulos 9 e 10 de  "Following the Equator: Volume II", 1897, THE ECCO PRESS, ISBN 0-88001-519-5.
- Júlio Verne demonstra no Livro A Volta ao Mundo em 80 Dias a prática de Sati (ritual de sacrifício humano) à Deusa Kali, na Índia.
- O livro de Christopher Moore, Lamb: The Gospel According to Biff, Christ's Childhood Pal, descreve um ritual tugue.
- O livro de 1976 de ficção científica chamado Strangler's Moon de E. E. Smith e Stephen Goldin é baseado no culto dos tugues (livro #2 da série Family D'Alembert).
- Glen Cook ambienta na Índia e na história dos tugues o enredo do seus contos Shadow Games (Junho de 1989) e Dreams of Steel (Abril de 1990). Foram continuados na série  Black Company, de autoria de Cook.
- The Serpent's Shadow de Mercedes Lackey conta com vilões hindus, quase todos tugues.
- William T. Vollmann incluiu Sleeman em sua história The Yellow Sugar, um dos dois contos da coleção The Rainbow Stories (cor amarela).
- Arthur Conan Doyle atribui a desfiguração de seu personagem no conto de Sherlock Holmes chamado The Adventure of the Crooked Man, `a captura e tortura por parte de rebeldes tugues, que se opuseram a dominação britânica na India.
- O escritor italiano Emilio Salgari (1862-1911) escreveu sobre os tugues em I Misteri della Jungla Nera (1895) e Le Due Tigri (1904) e outras histórias.
- Francisco Luís Gomes, na história Os Brahamanes (1866), descreve os rituais tugues quando Magnod, o protagonista, se junta ao bando.
- Greg Iles em Mortal Fear, usa a história dos tugues em sua explanação sobre o passado violento do antagonista.
- Kevin Rushby apresenta pesquisas e cita pessoas que falam sobre o culto tugue em seu livro, "Children of Kali"e faz um poaralelo com a atualidade da Índia.
- Em O Homem que Matou Getúlio Vargas de Jô Soares, Mata Hari conta com um guarda-costa tugues.
- Em "Diary of a Ghost", que se passa na Londres da atualidade, o autor Chris Menon usa como tema central a ideia de que o culto dos tugues se internacionalizou e se transformou na máfia moderna.

### Cinema
- Em dois dos mais populares filmes do cinema, Gunga Din (1939) e Indiana Jones and the Temple of Doom (1984), os heróis enfrentam tentativas de reativação do culto secreto dos assassinos.
- No filme de 1956 Around the World in Eighty Days (1956), Passepartout resgata a princesa que foi feita prisioneira dos tugues e sentenciada a queimar numa pira funerária com o seu falecido marido. No livro original de Jules Verne, os tugues foram mencionados apenas brevemente, sem conexão direta com a princesa.
- Em 1959, o Estúdio Hammer lançou o filme The Stranglers of Bombay. No roteiro, o heroico oficial britânico Guy Rolfe enfrenta uma infiltração tugue na Sociedade Hindu e tenta levar os seguidores do culto para a Justiça.
- Em 1965, os tugues aparecem no filme dos Beatles "Help!".
- Na versão de 1988 de The Deceivers, com Pierce Brosnan, é contada uma história ficcional de uma infiltração dos tugues na administração britânica.

### Televisão
- A palavra jamaadaar influenciou no nome da espécie, chamada de Jem'Hadar em Star Trek: Deep Space Nine.
- Num episódio da série Highlander: The Series, "The Wrath of Kali" (quarta temporada), Duncan MacLeod enfrenta o imortal Kamir (Kabir Bedi), o último dos tugues.
- No episódio "The Yellow Scarf Affair" da série The Man from U.N.C.L.E., o agente Napoleon Solo descobre um culto que revive os tugues na Índia.